# Mala Vrbica, Mladenovac
Mala Vrbica (izvirno srbsko Мала Врбица) je naselje v Srbiji, ki upravno spada pod Občino Mladenovac; slednja pa je del Mesta Beograd.

## Demografija
V naselju živi 308 polnoletnih prebivalcev, pri čemer je njihova povprečna starost 43,0 let (41,4 pri moških in 44,8 pri ženskah). Naselje ima 115 gospodinjstev, pri čemer je povprečno število članov na gospodinjstvo 3,19.
To naselje je v glavnem srbsko (glede na popis iz leta 2002).
|  |

| Demografija | Demografija     | Demografija     |
| Leto        | Št. prebivalcev | Št. prebivalcev |
| ----------- | --------------- | --------------- |
|             |                 |                 |
|             |                 |                 |
|             |                 |                 |
|             |                 |                 |
| 1948        | 356             |                 |
| 1953        | 378             |                 |
| 1961        | 408             |                 |
| 1971        | 360             |                 |
| 1981        | 353             |                 |
| 1991        | 384             | 374             |
| 2002        | 370             | 368             |
|             |                 |                 |

| Etnična sestava po popisu iz leta 2002 | Etnična sestava po popisu iz leta 2002 | Etnična sestava po popisu iz leta 2002 | Etnična sestava po popisu iz leta 2002 | Etnična sestava po popisu iz leta 2002 |
| -------------------------------------- | -------------------------------------- | -------------------------------------- | -------------------------------------- | -------------------------------------- |
| Srbi                                   | Srbi                                   |                                        | 365                                    | 99,18%                                 |
| Hrvati                                 | Hrvati                                 |                                        | 1                                      | 0,27%                                  |
| Jugoslovani                            | Jugoslovani                            |                                        | 1                                      | 0,27%                                  |
| Neznano                                | Neznano                                |                                        | 0                                      | 0,0%                                   |